# 373
373 (CCCLXXIII) fue un año común comenzado en martes del calendario juliano, en vigor en aquella fecha.
En el Imperio romano, el año fue nombrado el del consulado de Augusto y Valente, o menos comúnmente, como el 1126 Ab urbe condita, adquiriendo su denominación como 373 a principios de la Edad Media, al establecerse el anno Domini.

## Acontecimientos
- Quinto Aurelio Símaco se convierte en procónsul de África.
- Valente se convierte al arrianismo y ordena la persecución de los cristianos ortodoxos.
- Batalla del río Tanais, cerca del río Don, donde los hunos derrotaron a los alanos.
- Martín de Tours emprende la cristianización de la Galia.

## Fallecimientos
- 2 de mayo: Atanasio, obispo de Alejandría, nacido alrededor del año 296.